# Pouydesseaux
Pouydesseaux est une commune du Sud-Ouest de la France, située dans le département des Landes (région Nouvelle-Aquitaine).

## Géographie

### Localisation
Commune située dans les Petites-Landes en pays de Marsan.

### Communes limitrophes
Les communes limitrophes sont  Arue, Bostens, Gaillères, Lacquy, Lucbardez-et-Bargues, Maillères, Roquefort, Saint-Justin, Sainte-Foy et Sarbazan.
| Arue                            | Roquefort    | Sarbazan           |
| Maillères, Lucbardez-et-Bargues | Pouydesseaux | Saint-Justin       |
| Bostens                         | Gaillères    | Lacquy, Sainte-Foy |

### Hydrographie
Le Corbleu, affluent gauche de la Douze, et la Gouaneyre, affluent droit de la même rivière dans le bassin versant de l'Adour, confluent sur la commune.
Le ruisseau du Moulin de Pouydesseaux, affluent droit de la Midouze dans le bassin versant de l'Adour, prend sa source sur Pouydesseaux.

### Climat
Pour des articles plus généraux, voir Climat de la Nouvelle-Aquitaine et Climat des Landes.
Historiquement, la commune est exposée à un climat océanique aquitain.
En 2007, Météo-France publie une typologie des climats de la France métropolitaine dans laquelle la commune est exposée à un climat océanique et est dans la région climatique  Aquitaine, Gascogne, caractérisée par une pluviométrie abondante au printemps, modérée en automne, un faible ensoleillement au printemps, un été chaud (19,5 °C), des vents faibles, des brouillards fréquents en automne et en hiver et des orages fréquents en été (15 à 20 jours).
Pour la période 1971-2000, la température annuelle moyenne est de 12,8 °C, avec une amplitude thermique annuelle de 14,6 °C. Le cumuluse annuel moyen de précipitations est de 987 mm, avec 12,1 jours de précipitations en janvier et 7 jours en juillet. Pour la période 1991-2020, la température moyenne annuelle observée sur la station météorologique la plus proche, située sur la commune de Mont-de-Marsan à 17 km à vol d'oiseau, est de 13,8 °C et le cumul annuel moyen de précipitations est de 918,1 mm,. Pour l'avenir, les paramètres climatiques de la commune estimés pour 2050 selon différents scénarios d’émission de gaz à effet de serre sont consultables sur un site dédié publié par Météo-France en novembre 2025.

## Urbanisme

### Typologie
Au 1er janvier 2024, Pouydesseaux est catégorisée commune rurale à habitat dispersé, selon la nouvelle grille communale de densité à sept niveaux définie par l'Insee en 2022.
Elle est située hors unité urbaine. Par ailleurs la commune fait partie de l'aire d'attraction de Mont-de-Marsan, dont elle est une commune de la couronne,. Cette aire, qui regroupe 101 communes, est catégorisée dans les aires de 50 000 à moins de 200 000 habitants,.

### Occupation des sols

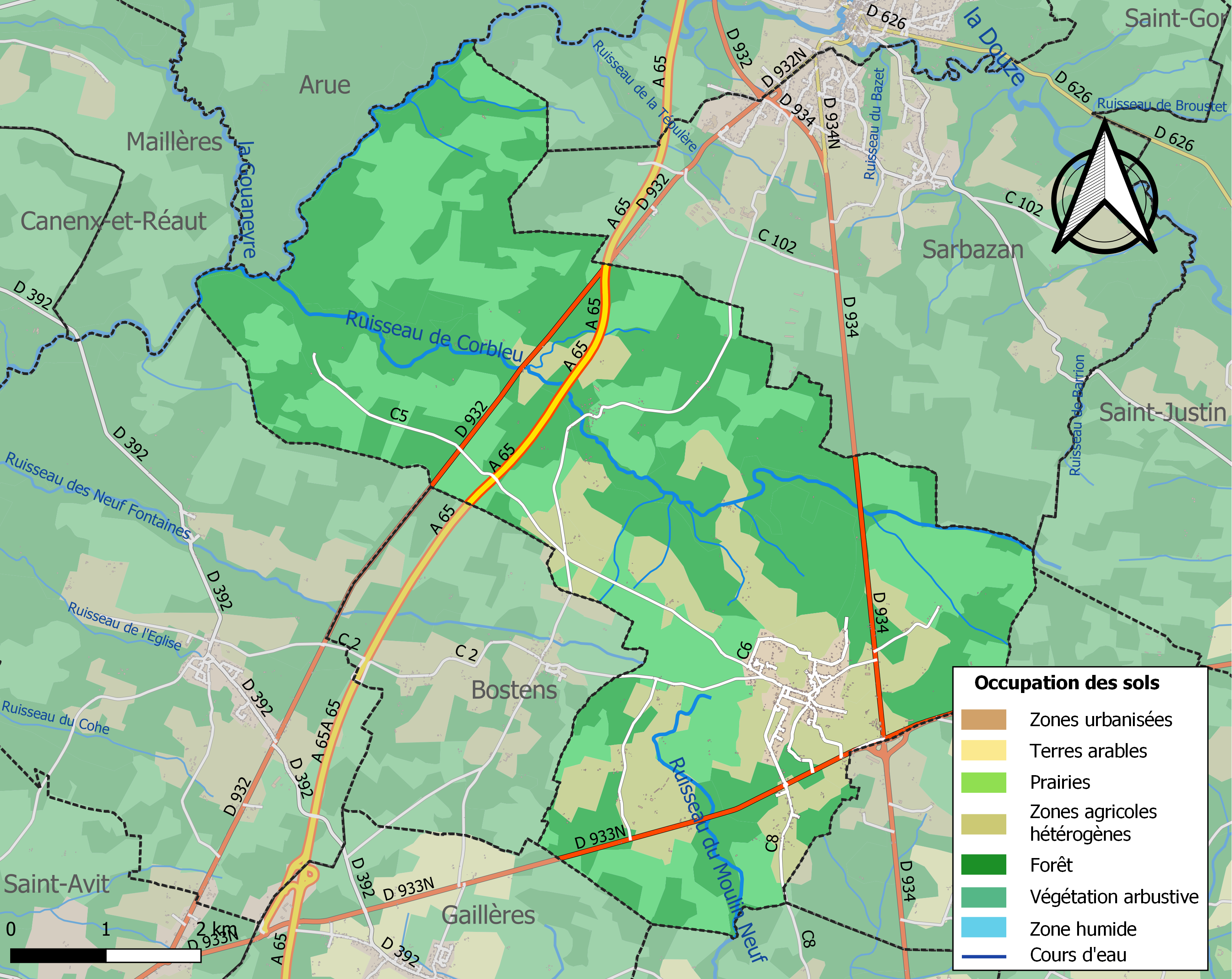
Carte des infrastructures et de l'occupation des sols de la commune en 2018 (CLC).

L'occupation des sols de la commune, telle qu'elle ressort de la base de données européenne d’occupation biophysique des sols Corine Land Cover (CLC), est marquée par l'importance des forêts et milieux semi-naturels (80,5 % en 2018), en diminution par rapport à 1990 (85,3 %). La répartition détaillée en 2018 est la suivante : forêts (47,6 %), milieux à végétation arbustive et/ou herbacée (32,8 %), zones agricoles hétérogènes (17,4 %), zones urbanisées (2,1 %). L'évolution de l’occupation des sols de la commune et de ses infrastructures peut être observée sur les différentes représentations cartographiques du territoire : la carte de Cassini (XVIIIe siècle), la carte d'état-major (1820-1866) et les cartes ou photos aériennes de l'IGN pour la période actuelle (1950 à aujourd'hui).

### Risques majeurs
Le territoire de la commune de Pouydesseaux est vulnérable à différents aléas naturels : météorologiques (tempête, orage, neige, grand froid, canicule ou sécheresse), inondations, feux de forêts, mouvements de terrains et séisme (sismicité très faible). Il est également exposé à un risque technologique, le transport de matières dangereuses. Un site publié par le BRGM permet d'évaluer simplement et rapidement les risques d'un bien localisé soit par son adresse soit par le numéro de sa parcelle.

#### Risques naturels
Certaines parties du territoire communal sont susceptibles d’être affectées par le risque d’inondation par débordement de cours d'eau, notamment la Douze, le ruisseau du Moulin Neuf et le ruisseau de Corbleu. La commune a été reconnue en état de catastrophe naturelle au titre des dommages causés par les inondations et coulées de boue survenues en 1999, 2009 et 2020 et au titre des inondations par remontée de nappe en 2020,.
Pouydesseaux est exposée au risque de feu de forêt. Depuis le 20 avril 2016, les départements de la Gironde, des Landes et du Lot-et-Garonne disposent d’un règlement interdépartemental de protection de la forêt contre les incendies. Ce règlement vise à mieux prévenir les incendies de forêt, à faciliter les interventions des services et à limiter les conséquences, que ce soit par le débroussaillement, la limitation de l’apport du feu ou la réglementation des activités en forêt. Il définit en particulier cinq niveaux de vigilance croissants auxquels sont associés différentes mesures,.
Les mouvements de terrains susceptibles de se produire sur la commune sont des affaissements et effondrements liés aux cavités souterraines (hors mines) et des tassements différentiels. Par ailleurs, afin de mieux appréhender le risque d’affaissement de terrain, un inventaire national permet de localiser les éventuelles cavités souterraines sur la commune.

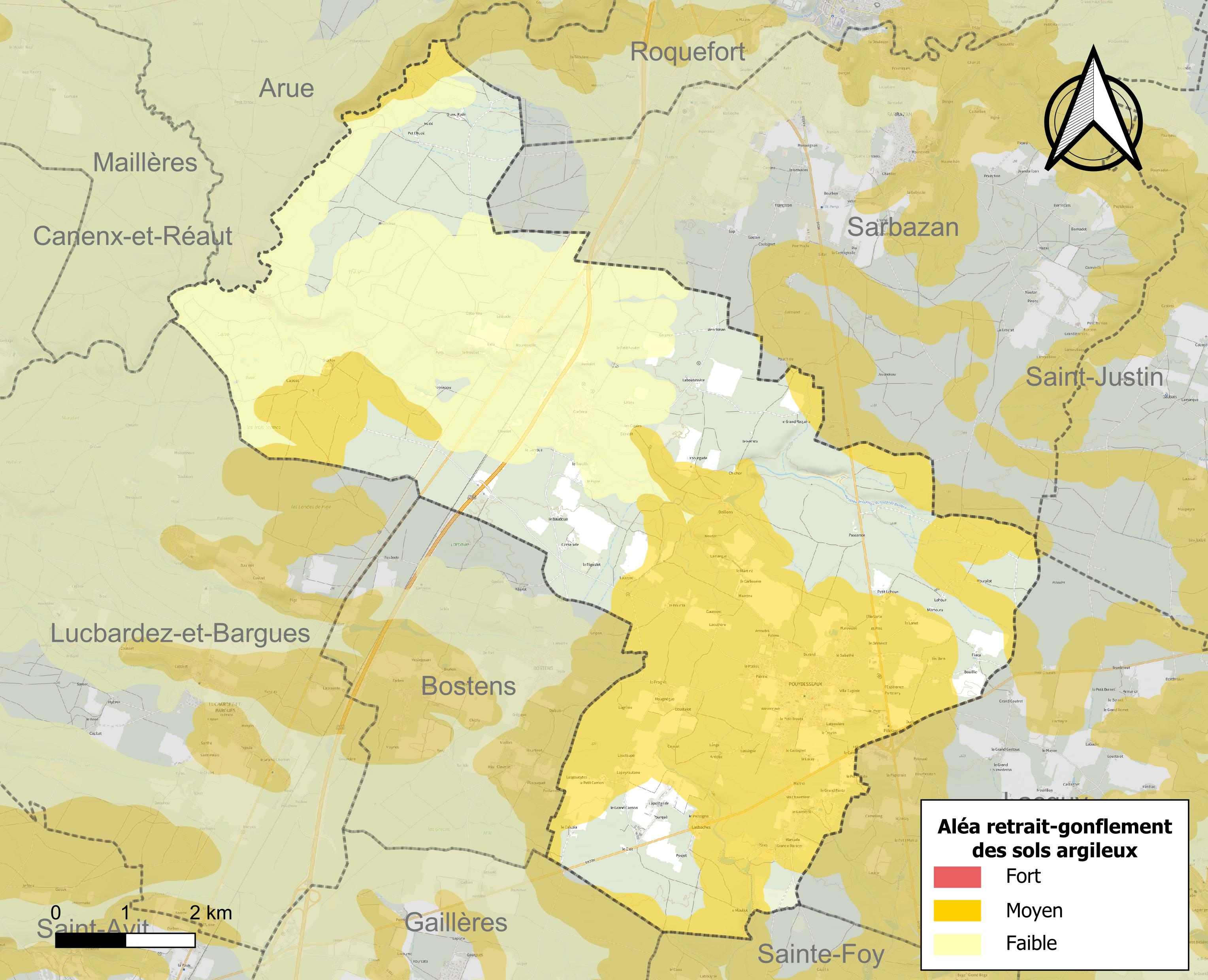
Carte des zones d'aléa retrait-gonflement des sols argileux de Pouydesseaux.

Le retrait-gonflement des sols argileux est susceptible d'engendrer des dommages importants aux bâtiments en cas d’alternance de périodes de sécheresse et de pluie. 39,8 % de la superficie communale est en aléa moyen ou fort (19,2 % au niveau départemental et 48,5 % au niveau national). Sur les 418 bâtiments dénombrés sur la commune en 2019, 336 sont en aléa moyen ou fort, soit 80 %, à comparer aux 17 % au niveau départemental et 54 % au niveau national. Une cartographie de l'exposition du territoire national au retrait gonflement des sols argileux est disponible sur le site du BRGM,.
Concernant les mouvements de terrains, la commune a été reconnue en état de catastrophe naturelle au titre des dommages causés par des mouvements de terrain en 1999.

#### Risques technologiques
Le risque de transport de matières dangereuses sur la commune est lié à sa traversée par une ou des infrastructures routières ou ferroviaires importantes ou la présence d'une canalisation de transport d'hydrocarbures. Un accident se produisant sur de telles infrastructures est susceptible d’avoir des effets graves sur les biens, les personnes ou l'environnement, selon la nature du matériau transporté. Des dispositions d’urbanisme peuvent être préconisées en conséquence.

## Toponymie
Bien que le français « puits des eaux » soit parfois envisagé dans la culture populaire, l'étymologie du nom est en fait occitane : Poi-de-Saus provenant de pouy (« soubassement », « plateau ») et sauç (« saule »).

## Histoire

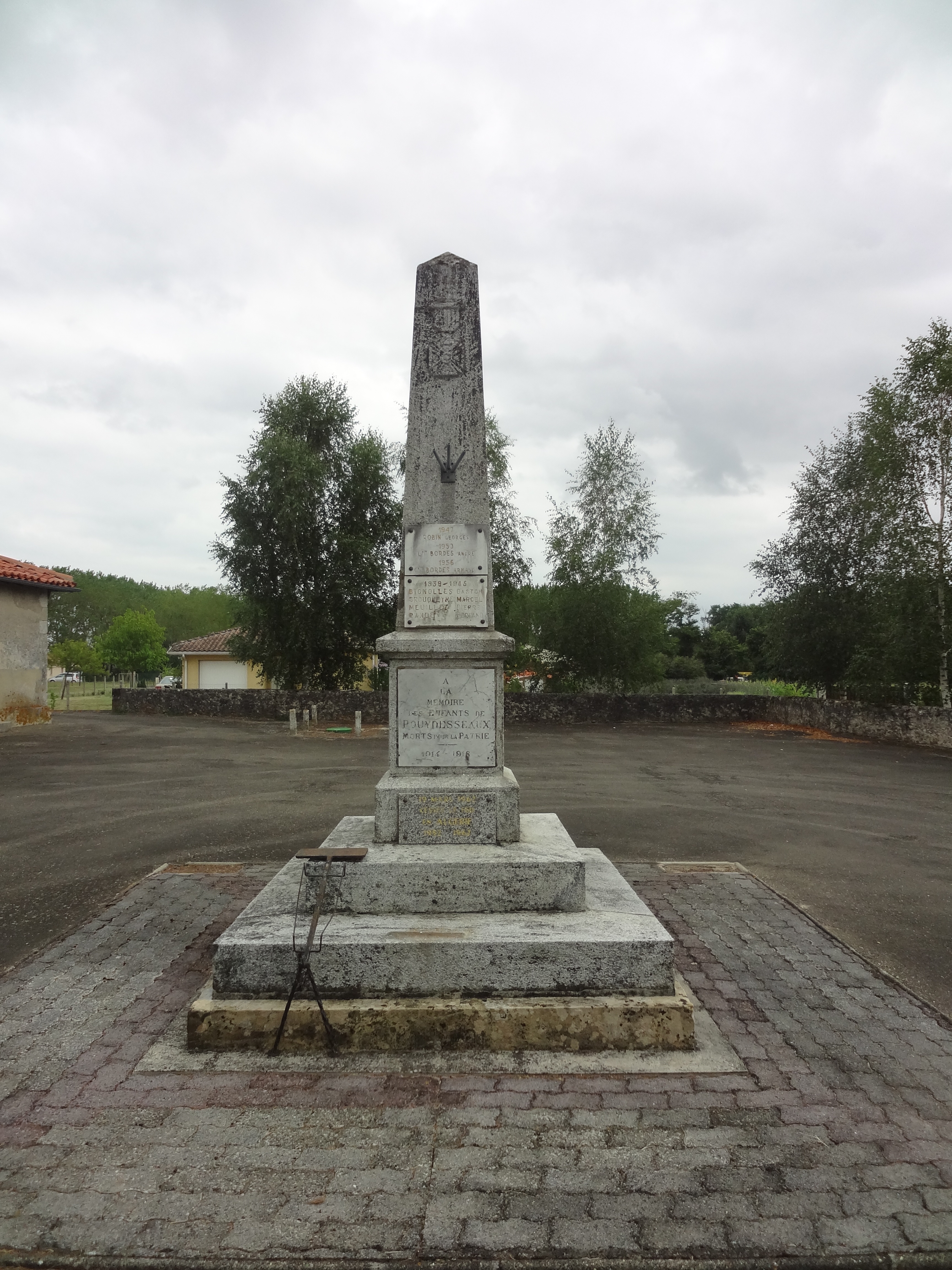
Monument aux morts.

À l'âge du fer le territoire de la commune était déjà peuplé comme l'atteste le site archéologique des « Treize-pouys ». Pour la suite, l'histoire de Pouydesseaux est celle de l'Aquitaine protohistorique, gauloise, romaine et franque, de l'Occitanie et plus précisément de la Gascogne et du pays de Marsan, rattaché aux États du Béarn jusqu'en 1642.
Pendant l'occupation, la ligne de démarcation traversait la commune, le canton de Corbleu et la route départementale 932 se trouvant en zone occupée, le village en zone libre.

## Politique et administration

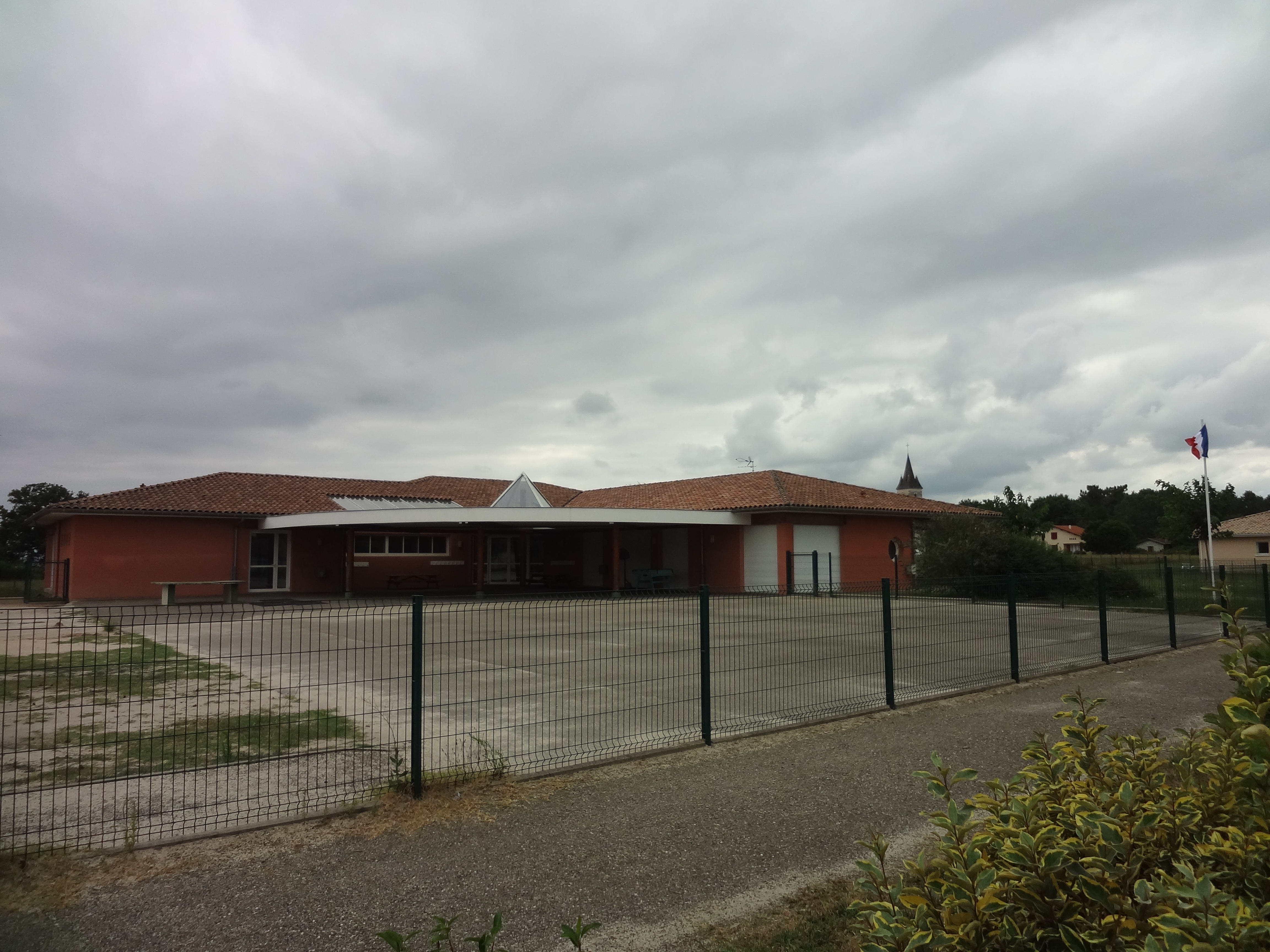
École de Pouydesseaux.

| Période    | Période  | Identité             | Étiquette | Qualité    |
| ---------- | -------- | -------------------- | --------- | ---------- |
| avant 1981 | 1983     | Jean Capdeville      |           |            |
| 1983       | 2014     | François Sallibartan |           | Retraité   |
| 2014       | En cours | Véronique Gleyze     | DVG       | Animatrice |

## Démographie
En 2022, la commune de Pouydesseaux comptait 879 habitants. À partir du XXIe siècle, les recensements réels des communes de moins de 10 000 habitants ont lieu tous les cinq ans. Les autres « recensements » sont des estimations.
| 1793 | 1800 | 1806 | 1821 | 1831 | 1836 | 1841 | 1846 | 1851  |
| ---- | ---- | ---- | ---- | ---- | ---- | ---- | ---- | ----- |
| 798  | 794  | 605  | 678  | 886  | 923  | 905  | 950  | 1 007 |

| 1856  | 1861  | 1866  | 1872  | 1876 | 1881 | 1886 | 1891 | 1896 |
| ----- | ----- | ----- | ----- | ---- | ---- | ---- | ---- | ---- |
| 1 067 | 1 070 | 1 044 | 1 017 | 918  | 899  | 901  | 925  | 870  |

| 1901 | 1906 | 1911 | 1921 | 1926 | 1931 | 1936 | 1946 | 1954 |
| ---- | ---- | ---- | ---- | ---- | ---- | ---- | ---- | ---- |
| 860  | 856  | 817  | 737  | 713  | 667  | 611  | 551  | 580  |

| 1962 | 1968 | 1975 | 1982 | 1990 | 1999 | 2006 | 2007 | 2012 |
| ---- | ---- | ---- | ---- | ---- | ---- | ---- | ---- | ---- |
| 549  | 488  | 489  | 467  | 616  | 624  | 829  | 859  | 915  |

| 2017 | 2022 | - | - | - | - | - | - | - |
| ---- | ---- | - | - | - | - | - | - | - |
| 916  | 879  | - | - | - | - | - | - | - |

## Patrimoine

### Patrimoine culturel

Église Sainte-Catherine de Pouydesseaux.
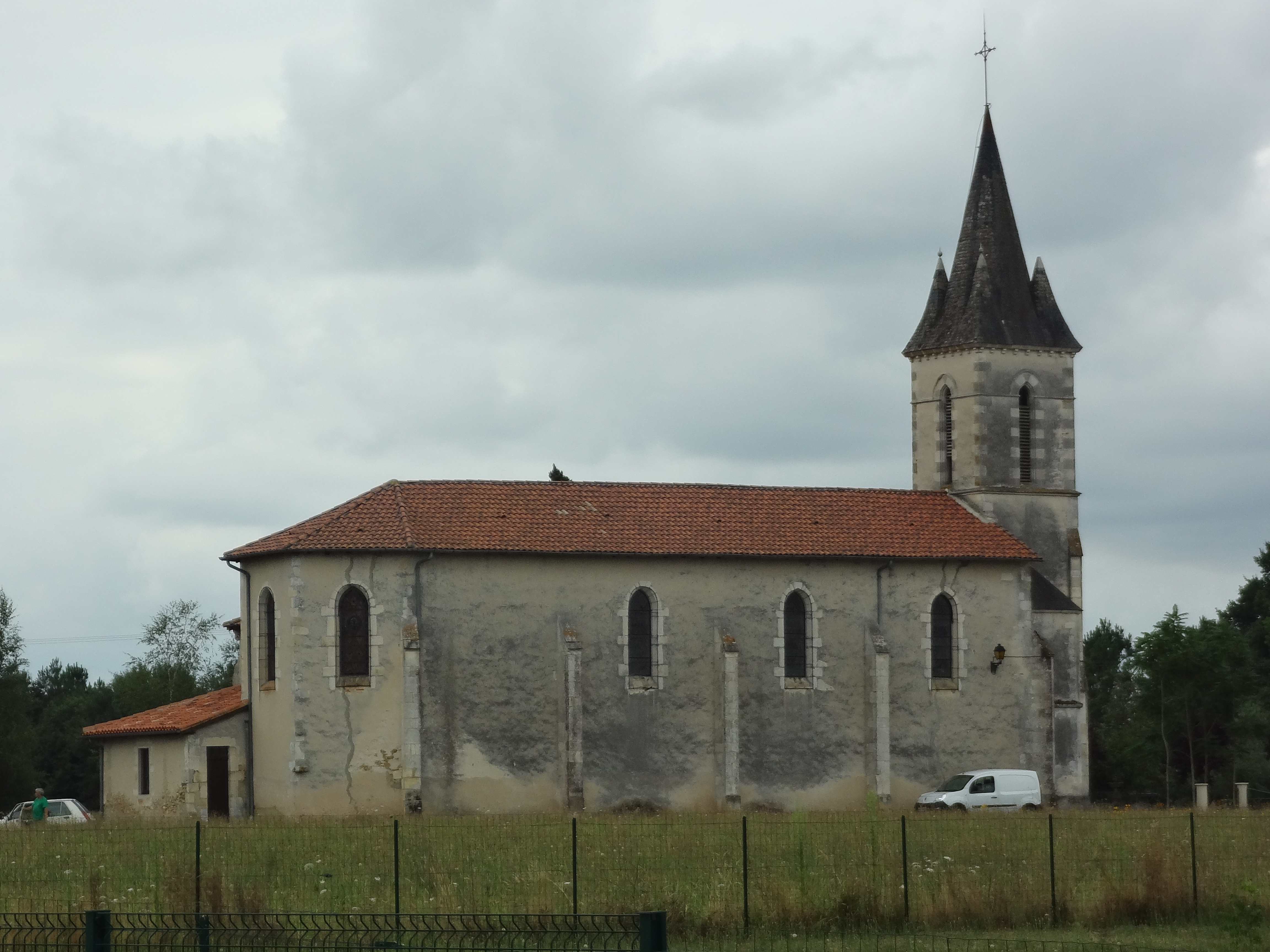
Église Sainte-Catherine.
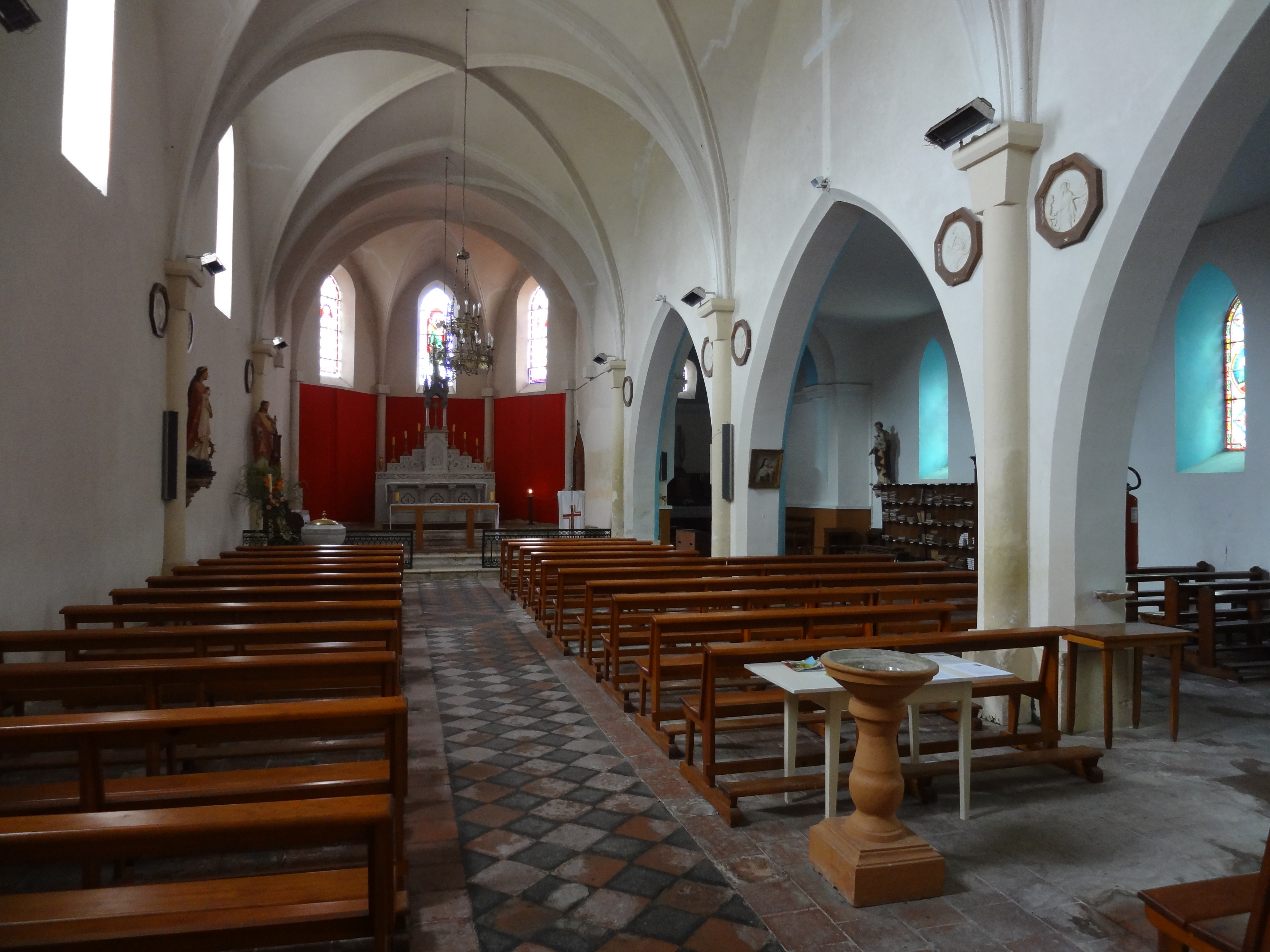
Nef de l’église Sainte-Catherine.
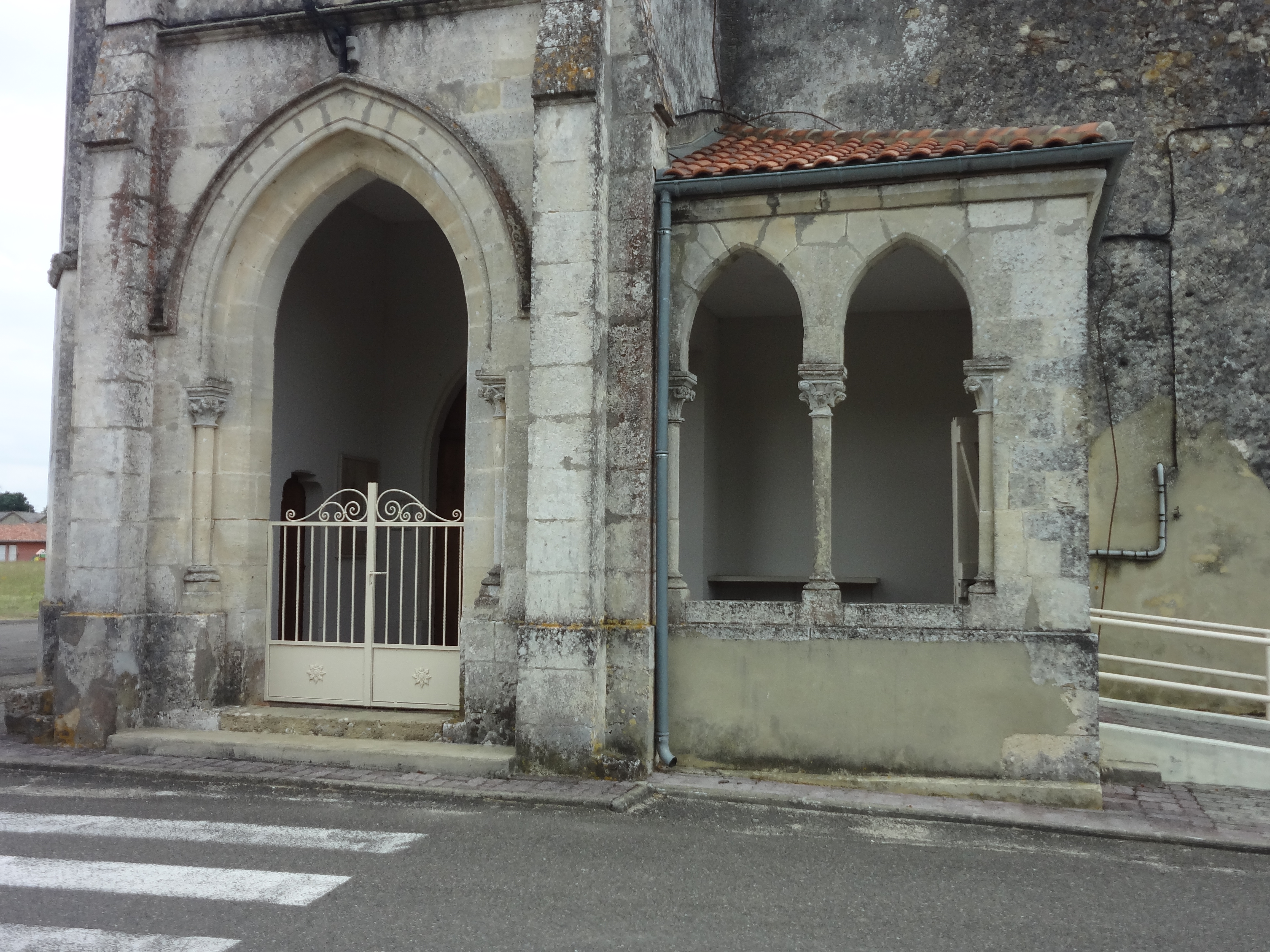
Porche.

- Église de Carro.
- Église Saint-Laurent de Corbleu.

- Église Sainte-Catherine de Pouydesseaux.
- Église Sainte-Catherine.
- Nef de l’église Sainte-Catherine.
- Porche.

### Patrimoine archéologique
- Site protohistorique des Treize Pouys, à cheval sur la commune voisine de Sarbazan[24].

### Patrimoine environnemental

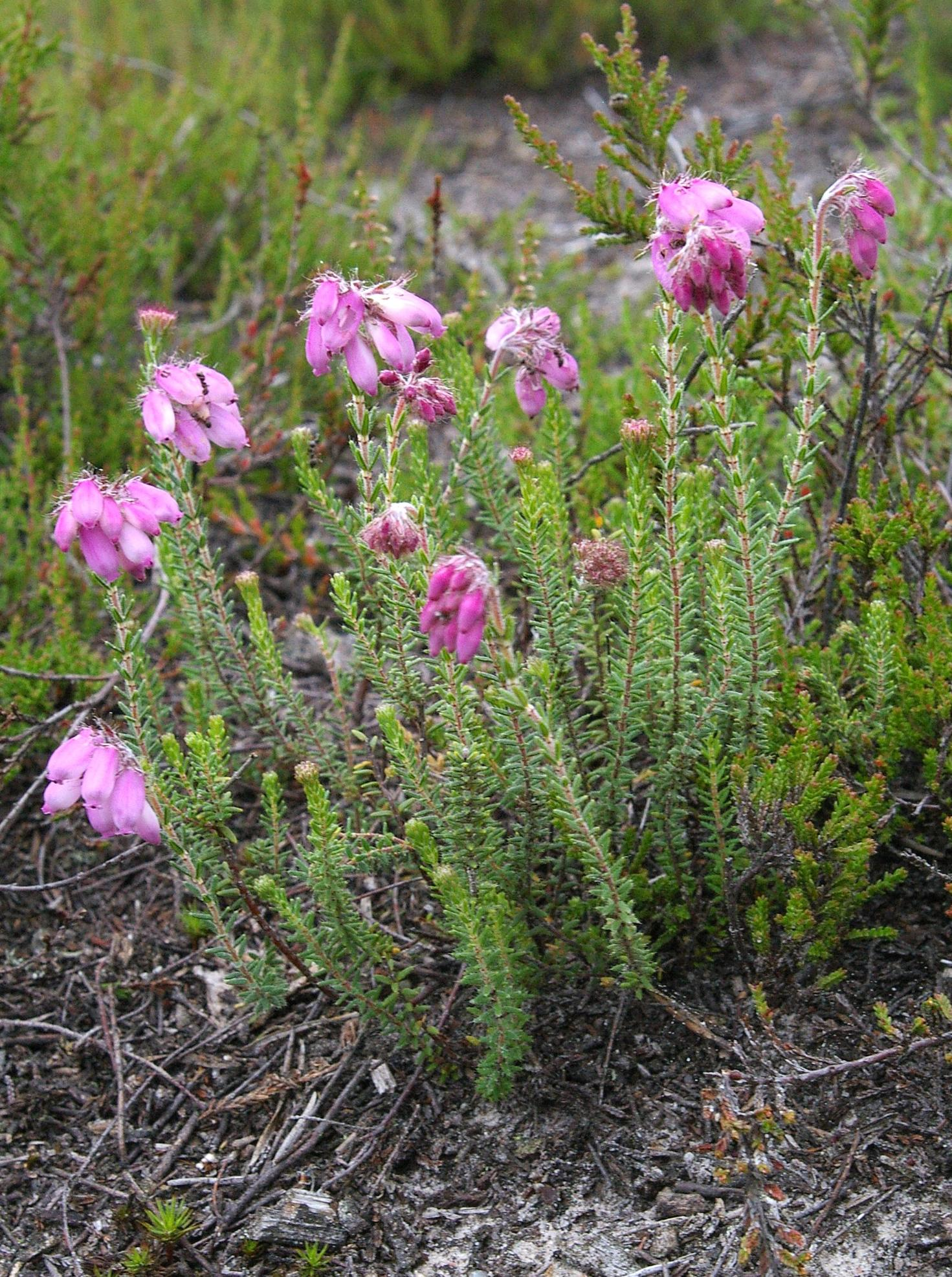
Bruyère ciliée (Erica ciliaris).

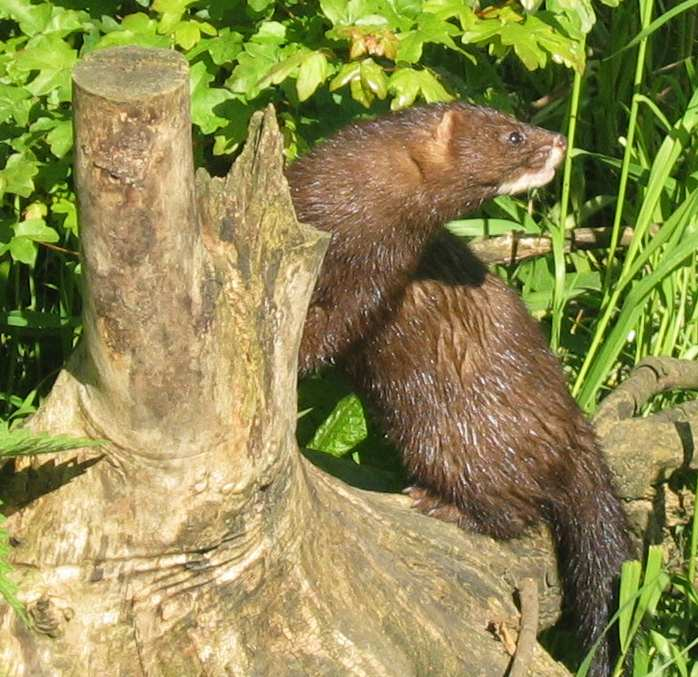
Vison d'Europe (Mustela lutreola).

- La commune est incluse dans la Zone spéciale de conservation (ZSC) (directive Habitat) du « Réseau hydrographique des affluents de la Midouze »[29], un site d'intérêt communautaire (SIC) selon la directive Habitat. Cette ZSC couvre 4914 hectares, uniquement dans le département des Landes. Elle vise essentiellement un habitat de forêts caducifoliées : chênes pédonculés (Quercus robur), chênes noirs (Quercus pyrenaica), aulnes noirs (Alnus glutinosa) et frênes (Fraxinus excelsior), qui occupent 90 % de sa surface ; elle comprend également des landes humides atlantiques tempérées, à la végétation marquée par la bruyère ciliée (Erica ciliaris) (en) et la bruyère des marais (Erica tetralix).
- Pouydesseaux est aussi incluse dans la zone spéciale de conservation (ZSC) du « Réseau hydrographique du Midou et du Ludon »[30], qui s'étend à 70 % sur les Landes (région Aquitaine) et à 30 % sur le Gers (région Midi-Pyrénées) et vise à protéger le vison d'Europe.
- La zone naturelle d'intérêt écologique, faunistique et floristique (ZNIEFF) continentale de type 2 de la « Vallée du Midou et forêt départementale d'Ognoas »[31] couvre 2069,18 hectares et concerne onze communes[Note 2] dont Pouydesseaux. Elle vise essentiellement la forêt d'Ognoas mais inclut aussi des habitats d'eaux courantes ainsi que des tourbières et marais, l'espèce déterminante étant là aussi la loutre (Lutra lutra).
- Pouydesseaux abrite le centre de recherches « Jean-Rostand » où Pierre Darré et lui effectuèrent entre 1962 et 1975 leurs recherches sur les anomalies des amphibiens, causées par des agents biologiques (micro-organismes, virus) ou chimiques (substances pesticides)[32]. Aujourd'hui, on y mène sous l'égide du CNRS des recherches en génétique, biologie et écologie, et c'est aussi un site éco-touristique.

## Personnalités liées à la commune
- Christian Darrouy.
- Marinette Dulin.
- Jean Rostand.